# 蒂魯吉拉帕利國際機場
蒂魯吉拉帕利國際機場（英語：Tiruchirappalli International Airport）位於印度泰米尔纳德邦蒂魯吉拉帕利。機場位於蒂魯吉拉帕利-普杜科泰印度336國道，約為市中心南方5 km（3.1 mi）。該機場經ISO 9001:2008認證，於2012年10月4日成為國際機場。蒂魯吉拉帕利國際機場為泰米尔纳德邦國際旅客量第二大機場，僅次於金奈国际机场；旅客總量則居第三位，次於金奈国际机场及哥印拜陀國際機場。

## 航廈
蒂魯吉拉帕利國際機場設有兩座相鄰的航廈，新的一體式客運航廈供國際及國內旅客使用，而舊有航廈則處理貨物運輸。新航廈造價為1,200萬美元，於2009年2月21日完工，並於同年6月1日啟用，該航廈共有兩層樓，總樓板面積為11,777 m2（126,770 sq ft），年旅客處理能力為490萬人次，每小時最高處理能力為470人次。

## 航空公司與目的地

### 客運
| 航空公司     | 目的地             |
| ------------ | ------------------ |
| 亞洲航空     | 吉隆坡             |
| 印度航空快运 | 迪拜、沙迦、新加坡 |
| 印度捷特航空 | 金奈国际机场       |
| 马印航空     | 吉隆坡             |
| 酷航         | 新加坡             |
| 斯里蘭卡航空 | 可倫坡             |
| 泰国亚洲航空 | 曼谷               |